# Berglands voetbalkampioenschap 1926/27
In 1926/27 werd het tweede Berglands voetbalkampioenschap gespeeld, dat georganiseerd werd door de Zuidoost-Duitse voetbalbond. De competitie was in twee groepen verdeeld en beide winnaars bekampten elkaar voor de titel.
SV Preußen Glatz werd kampioen en plaatste zich voor de Zuidoost-Duitse eindronde, waar de club laatste werd op acht clubs. 

## Bezirksliga Bergland

### Ostkreis
| Plaats | Club                           | Wed. | W | G | V | Saldo | Ptn   |
| ------ | ------------------------------ | ---- | - | - | - | ----- | ----- |
| 1.     | SV Preußen 1923 Glatz          | 10   | 6 | 1 | 3 | 19:13 | 13:7  |
| 2.     | SpVgg 1908 Reichenbach         | 10   | 6 | 1 | 3 | 30:22 | 13:7  |
| 3.     | VfR 1915 Schweidnitz           | 10   | 6 | 1 | 3 | 27:22 | 13:7  |
| 4.     | RSV Hertha 1911 Münsterberg    | 10   | 5 | 0 | 5 | 25:19 | 10:10 |
| 5.     | Verein Strehlener Sportfreunde | 10   | 3 | 4 | 3 | 16:16 | 10:10 |
| 6.     | Schweidnitzer FV 1911          | 10   | 0 | 1 | 9 | 4:29  | 1:19  |

|  | Play-off finale                        |
|  | Deelname degradatie/promotie-eindronde |

Play-off
| Plaats | Club                   | Wed. | W | G | V | Saldo | Ptn |
| ------ | ---------------------- | ---- | - | - | - | ----- | --- |
| 1.     | SV Preußen 1923 Glatz  | 2    | 2 | 0 | 0 | 11:1  | 4:0 |
| 2.     | VfR 1915 Schweidnitz   | 2    | 1 | 0 | 1 | 1:5   | 2:2 |
| 3.     | SpVgg 1908 Reichenbach | 2    | 0 | 0 | 2 | 0:6   | 0:4 |

|  | Geplaatst voor finale |

### Westkreis
| Plaats | Club                            | Wed. | W  | G | V  | Saldo | Ptn   |
| ------ | ------------------------------- | ---- | -- | - | -- | ----- | ----- |
| 1.     | SV Silesia Freiburg             | 12   | 11 | 0 | 1  | 32:10 | 22:2  |
| 2.     | SV Hirschberg 1919              | 12   | 11 | 0 | 1  | 47:16 | 22:2  |
| 3.     | Waldenburger SV 09              | 12   | 7  | 1 | 4  | 29:19 | 15:9  |
| 4.     | SV Preußen Waldenburg-Altwasser | 12   | 5  | 2 | 5  | 14:17 | 12:12 |
| 5.     | Verein Striegauer Sportfreunde  | 12   | 3  | 2 | 7  | 15:34 | 8:16  |
| 6.     | SC Sportfreunde Liebau          | 12   | 2  | 1 | 9  | 3:44  | 5:19  |
| 7.     | SV Preußen 1912 Bad Warmbrunn   | 6    | 0  | 0 | 12 | 0:0   | 0:12  |

|  | Play-off finale                        |
|  | Deelname degradatie/promotie-eindronde |
|  | Terugtrekking na de heenronde          |

Play-off
|                 |               |       |                     |            |
| 6 februari 1927 | SV Hirschberg | 5 - 0 | SV Silesia Freiburg | Waldenburg |
| 6 februari 1927 |               |       |                     | Waldenburg |

### Finale
Heen
|                  |                       |       |               |       |
| 13 februari 1927 | SV Preußen 1923 Glatz | 2 - 2 | SV Hirschberg | Glatz |
| 13 februari 1927 |                       |       |               | Glatz |

Terug
|                  |               |       |                       |            |
| 20 februari 1927 | SV Hirschberg | 1 - 4 | SV Preußen 1923 Glatz | Hirschberg |
| 20 februari 1927 |               |       |                       | Hirschberg |

### Promotie/Degradatie play-off
Behoud
|             |                       |   |                        |            |
| 15 mei 1927 | Schweidnitzer FV 1911 | ? | SC Sportfreunde Liebau | Waldenburg |
| 15 mei 1927 |                       |   |                        | Waldenburg |

De uitslag is niet meer bekend, enkel dat Schweidnitzer won. 
Degradatie play-off heen
|             |                        |      |                  |        |
| 29 mei 1927 | SC Sportfreunde Liebau | 1 -5 | VfB Langenbielau | Liebau |
| 29 mei 1927 |                        |      |                  | Liebau |

Terug
|              |                  |   |                        |              |
| 12 juni 1927 | VfB Langenbielau | ? | SC Sportfreunde Liebau | Langenbielau |
| 12 juni 1927 |                  |   |                        | Langenbielau |

De uitslag is niet meer bekend.

## 1. Klasse
De 1. Klasse was in vier geografische reeksen verdeeld, hieronder is de eindronde van de groepswinnaars. 
| Plaats | Club                         | Wed. | W | G | V | Saldo | Ptn   |
| ------ | ---------------------------- | ---- | - | - | - | ----- | ----- |
| 1.     | VfB Langenbielau             | 3    | 2 | 1 | 0 | 09:02 | 05:01 |
| 2.     | Waldenburger SV 09 II        | 3    | 1 | 1 | 1 | 07:06 | 03:03 |
| 3.     | VfB 1920 Glatz               | 3    | 1 | 0 | 2 | 06:07 | 02:04 |
| 4.     | Sportabteilung MTV Landeshut | 3    | 1 | 0 | 2 | 03:10 | 02:04 |

|  | Geplaatst voor promotie/degradatie play-off |